# 숙의 권씨 (단종)
숙의 권씨(淑儀 權氏, ? ~ 1519년 이후)는 조선 단종의 후궁이다.

## 생애

### 입궁과 후궁 시절
조선의 제6대 왕 단종의 후궁이며, 정식으로 간택을 받은 간택후궁이다. 권완의 딸로, 본관은 안동이며, 이름은 중비(仲非)이다. 세조 때의 공신 권람의 일가 친척이다.
1454년(단종 2년) 음력 1월 8일 효령대군, 수양대군을 비롯한 여러 종친들에 의해 창덕궁에서 열린 단종의 왕비 간택에 참여하여 삼간택에 오르고, 음력 1월 10일 함께 삼간택에 올랐던 송현수의 딸이 왕비(정순왕후)로 정해지면서 권씨와 또 다른 삼간택 후보 김사우의 딸은 단종의 후궁(숙의 김씨)이 되었다. 이후 대사헌 권준의 집에서 거처하다가 음력 1월 24일 정순왕후, 숙의 김씨와 함께 입궁하였다.

### 단종 폐위 후
권씨의 아버지 권완은 세조 즉위 후에도 한양에 머물면서 관직을 지냈는데, 여러 대신들이 권완을 탄핵하였으나 세조는 공신이라 하여 탄핵을 윤허하지 않았다. 그러나 1457년(세조 3년) 음력 6월 21일 권완은 정순왕후의 아버지 송현수 등과 단종의 복위를 꾀했다는 혐의로 의금부에 하옥되고, 단종은 노산군으로 강봉되어 강원도 영월로 쫓겨났다. 결국 권완은 이 해 음력 7월 15일 능지처참을 당하고 가산이 적몰되었다.
한편 권씨는 친정이 역모죄로 몰락하면서 공신의 노비가 되었다가, 1464년(세조 10년) 음력 4월 18일에야 방면되었다. 한편 세조 때 권신 권람이 권씨의 일족이었는데, 권람은 권씨의 노비와 땅을 모조리 차지하고는 권씨에게 조금도 나눠주지 않았다는 기록이 있다.

### 생애 후반
이후 권씨는 중종 연간까지 살았으며, 충청도 보은, 진천 등에서 지냈다. 보은에 있을 때에는 생활이 매우 궁핍하여 스스로 아무것도 할 수 없을 정도였다고 한다. 
결국 1519년(중종 14년) 음력 1월 26일 당시 충청도관찰사의 청으로 권씨 및 숙의 김씨에게 공물이 지급되기 시작하였다. 당시 같은 시기에 후궁이 되었던 김씨의 나이가 80세를 넘겼다는 기록으로 보아, 권씨 역시 연로했을 것으로 보인다. 단종과의 사이에서 자녀는 없었다.

## 가족 관계
- 아버지 : 권완(權完, ?~1457)
- 시아버지 : 제5대 문종(文宗, 1414~1452, 재위:1450~1452)
- 시어머니 : 현덕왕후(顯德王后, 1418~1441)
  - 남편 : 제6대 단종(端宗, 1441~1457)

## 같이 보기
- 세조찬위